# Heat (pel·lícula de 1986)
Heat és una pel·lícula estatunidenca de Dick Richards estrenada l'any 1986.

## Argument
Nick Escalante, anomenat el Mexicà, és un detectiu privat que viu a la jungla dels neons de Las Vegas i que somia amb Venècia la llunyana. Entre les catifes verdes i la màfia dels jocs, s'ha guanyat una sòlida reputació. És per això que Holly, la seva examiga, li truca per venjar-se d'una terrible violació de la qual ha estat víctima. I per la mateixa raó que Cyrus Kinnick, un jove milionari, el contracta com a guardaespatlles. Aquests dos esdeveniments precipitaran el seu destí, i és en una vesprada memorable que podrà finalment provar el "Banc".

## Repartiment
- Burt Reynolds: Mex
- Karen Young: Holly
- Peter MacNicol: Cyrus Kinnick
- Howard Hesseman: Pinchus Zion
- Neill Barry: Danny DeMarco
- Diana Scarwid: Cassie
- Joseph Mascolo: Baby
- Alfie Wise: Felix
- Deborah Rush: D.D.
- Wendell Burton: Osgood
- Joanne Jackson: Millicent
- Joe Klecko: Kinlaw
- Peter Koch: Tiel
- Joseph Bernard: Pit Boss
- Barry Polkowitz